# لدي حلم

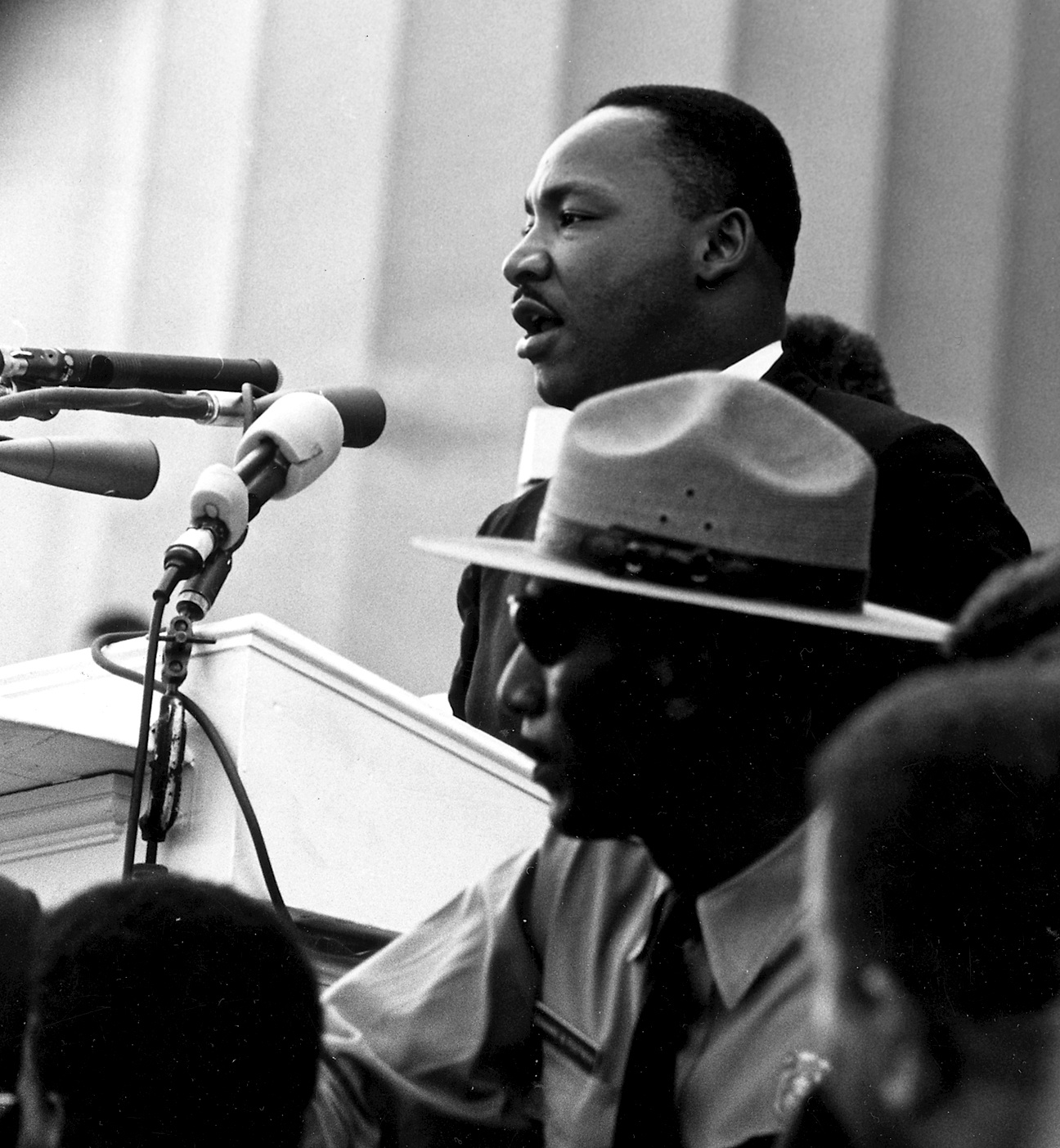
مارتن لوثر كينغ يلقي خطابه أثناء مسيرة واشنطن

«لدي حلم» هو الاسم الذي أطلق على خطاب مارتن لوثر كينغ الذي ألقاه عند نصب لنكولن التذكاري في 28 أغسطس 1963 أثناء مسيرة واشنطن للحرية عندما عبر عن رغبته في رؤية مستقبل يتعايش فيه السود والبيض بحرية ومساواة وتجانس.ويُعتبر اليوم الذي أٌلقي فيه هذا الخطاب من اللحظات الفاصلة في تاريخ حركة الحريات المدنية حيث خطب كنج في 250.000 من مناصري الحقوق المدنية، كما يُعتبر هذا الخطاب واحداً من أكثر الخطب بلاغة في تاريخ العالم الغربي وتم اختياره كأهم خطب أمريكية في القرن العشرين طبقاً لتصويت كتاب الخطب الأمريكيين. وقد قال جون لويس النائب في مجلس النواب الأمريكي الذي تحدث أيضاً في هذا اليوم بصفته رئيس إحدى المنظمات الطلابية المنضوية تحت حركة الحريات المدنية: «لقد كان لدى الدكتور كنج القوة والمقدرة على تحويل درجات سلم نصب لنكولن التذكاري إلى منبر. ولقد ألهم وعلم وأعلم كنج بالطريقة التي تحدث بها ليس فقط الحاضرين المستمعين ولكنه ألهم وعلم وأعلم كل الناس في كل أمريكا وكل الأجيال القادمة التي لم تُولد بعد.»
وبعد أن أنهى كنج قراءة خطابه المعد مسبقاً، ارتجل خاتمته التي كانت تُكرر فيها عبارة «لدي حلم» والتي ربما اقتبسها من أغنية ماهاليا جاكسون «قل لهم عن الحلم يا مارتن!». وقد ألقى خطاباً في ديترويت تضمن بعض المقاطع والأجزاء من هذا الخطاب في يونيو 1963، عندما سار في وودوارد أفينيو مع والتر رويتر والقس كليرنس فرانكلين.

## الاسلوب
اعتبر خطاب كنج تحفة في البلاغة، فأسلوبه يُماثل أسلوب المواعظ المعمدانية وفيه اقتباسات من مصادر محترمة ومعتبرة مثل الكتاب المقدس. وأشار كنج في خطابه البليغ إلى العديد من العبارات والنصوص التي قيلت من قبل. ففي بداية خطابه، لمح كنج إلى خطاب غيتيسبرع الذي ألقاه أبراهام لنكولن بقوله «قبل 125 عاماً مضت...» (وقت الخطاب الذي قال فيه لنكولن أن كل البشر وُلدوا سواسية). كما أشار كنج أيضاً إلى الإنجيل، فأشار، على سبيل المثال، إلى المزمور 5:30 في المقطع الثاني من خطابه.وقال كنج عن التحرير من العبودية الذي ضُمن في إعلان إلغاء العبودية في أمريكا: «لقد جاء هذا الإعلان كفجر بهيج لينهي ظلام ليل أسرهم.» كما يوجد أيضاً اقتباس من الكتاب المقدس في المقطع العاشر بقول كنج «لا، لا، لسنا راضين، ولن نرضى أبداً حتى يجري الحق كالمياه، والبر كنهر دائم.» وهي إشارة إلى سفر عاموس 24:5. كما يقتبس أيضاً من سفر إشعيا 4:40 بقوله: «لدي حلم بأن كل وطاء برتفع..»
كما قام كنج باستخدام الجناس وهو تكرار العبارات في بداية المقاطع واستخدم هذه الأداة البلاغية في كامل خطابه. فعلى سبيل المثال، استخدم كنج الجناس في أول خطابه عندما دعى الجماهير المستمعة إلى إدراك اللحظة التي يقفون فيها بقوله «الآن هو الوقت...» وكررها أربع مرات في الفقرة السادسة. أما عبارة «لدي حلم» فقد كررها كنج ثماني مرات عندما كان كنج يرسم بخياله صورة لأمريكا موحدة تؤمن بالمساواة والحرية. كما استخدم الجناس في مناسبة أخرى عندما كرر عبارة «لن نرتضي أبداً ولو بعد مائة عام أخرى» وعبارة «وبهذا الإيمان» وعبارة «دعوا الحرية تدق.»

## مقتطفات هامة
- لدي حلم بأنه في يوم ما على تلال جورجيا الحمراء سيستطيع أبناء العبيد السابقين الجلوس مع أبناء أسياد العبيد السابقين معاً على منضدة الإخاء.

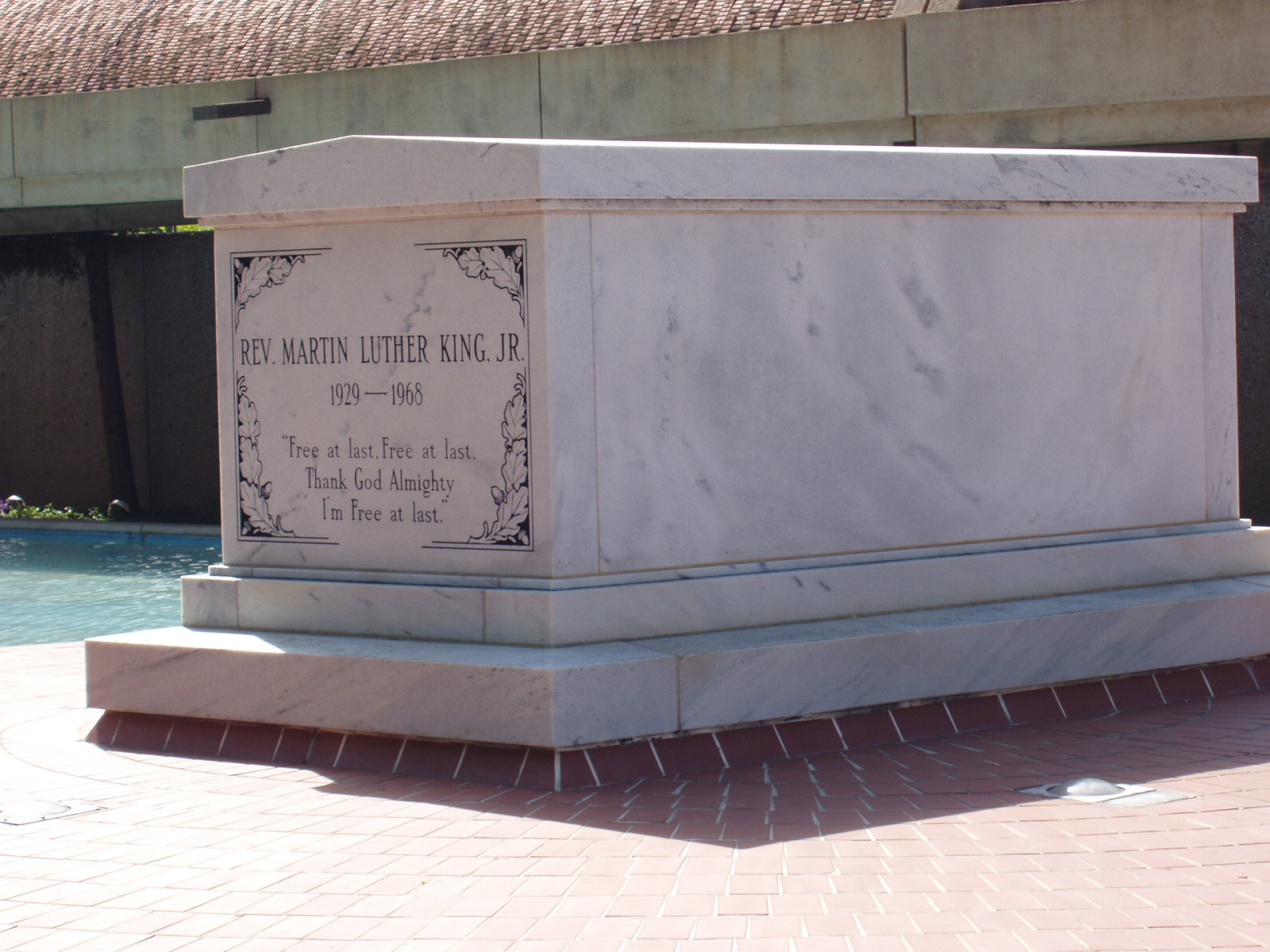
مقبرة مارتن لوثر كينغ مكتوب عليها "حر في النهاية! حر في النهاية! شكراً يا رب العالمين، أنا حر في النهاية!"

- هذا هو أملنا. هذا هو الإيمان بأنه عندما أعود إلى الجنوب بهذا... بهذا الإيمان سنكون قادرين على شق جبل اليأس بصخرة الأمل. بهذا الإيمان سنكون قادرين على تحويل أصوات الفتنة إلى لحن جميل من الإخاء. بهذا الإيمان سنكون قادرين على العمل معاً والصلاة معاً والكفاح معاً والدخول إلى السجون معاً والوقوف من أجل الحرية معاً عارفين بأننا سنكون أحراراً يوماً ما.
- لدي حلم بأنه في يوم ما سيعيش أطفالي الأربعة بين أمة لا يُحكم فيها على الفرد من لون بشرته، إنما من ما تحويه شخصيته.
- دعوا الحرية تدق. وعندما يحدث ذلك، عندما ندع الحرية تدق، عندما ندعها تدق من كل قرية ومن كل ولاية ومن كل مدينة، سيكون قد أقترب هذا اليوم عندما يكون كل الأطفال الذين خلقهم الله: السود والبيض، اليهود وغير اليهود، الكاثوليك والبروتستانت قد أصبحوا قادرين على أن تتشابك أيديهم وينشدون كلمات أغنية الزنجي الروحية القديمة: «أحرار في النهاية! أحرار في النهاية! شكراً يا رب العالمين، نحن أحرار في النهاية!»
- لدي حلم بأنه في يوم ما ستنهض هذه الأمة وتعيش المعني الحقيقي لعقيدتها الوطنية بأن كل الناس خلقوا سواسية.
- لدي حلم أنه في يوم ما بأن كل وطاء يرتفع، وكل جبل وأكمة ينخفض، ويصير المعوج مستقيماً، والعراقيب سهلاً. فيعلن مجد الرب ويراه كل البشر جميعاً.[7]
- لدي حلم إنه في يوم ما في ألاباما، بمتعصبيها العميان وحاكمها الذي الذي تتقاطر من شفتيه كلمات الأمر والنهي؛ في يوم ما هناك في ألاباما ستتشابك أيدي الصبيان والبنات السود والصبيان والبنات البيض كإخوان وأخوات. أنا لدي حلم اليوم!
- أنا أقول اليوم لكم يا أصدقائي أنه حتى على الرغم من الصعوبات التي نواجهها اليوم والتي سنواجهها في الأيام المقبلة، لا يزال لدي حلم، وهو حلم ضارب بجذوره العميقة في الحلم الأمريكي.